# Alpenliga
Liga Alpejska (Alpenliga) – międzynarodowe, europejskie klubowe rozgrywki ligowe w hokeju na lodzie mężczyzn, organizowane siedmiokrotnie od sezonu 1991/92 do sezonu 1998/99 w trzech państwach alpejskich - Austrii, Słowenii i Włoszech - równolegle do ich lig krajowych. Zmagania w jej ramach toczyły się cyklicznie, systemem kołowym, czterokrotnie z turniejem finałowym na zakończenie każdego z sezonów i przeznaczone były dla najlepszych austriackich, słoweńskich i włoskich drużyn klubowych (wyłącznie profesjonalnych), przez co w latach 90. Liga Alpejska była de facto najważniejszą ligą ze wszystkich trzech państwach ją tworzących. Rywalizacji zaprzestano w 1999 r. na skutek definitywnego wycofania się z rozgrywek zespołów włoskich (wcześniej nie przystąpiły one również do edycji 1997/98), a w miejsce Ligi Alpejskiej utworzono Interligę.

## Uczestnicy
- Austria (łącznie 9 drużyn): EC KAC, EC VSV, VEU Feldkirch, Kapfenberger SV, EC Graz, EHC Lustenau, EK Zell am See, EV Innsbruck, CE Wiedeń
- Słowenia (łącznie 3 drużyny): HK Jesenice, HDD Olimpija Lublana, HK MK Bled
- Włochy (łącznie 16 drużyn): Asiago Hockey, HC Bolzano, WSV Sterzing Broncos, HC Merano, SG Cortina, HC Alleghe, SHC Fassa, EV Bruneck, HC Devils Milano, HC Milano Saima, HC Milano 24, AS Varese, HC Gherdëina, HC Courmaosta, HC Fiemme Cavalese, USG Zoldo

## Edycje
| Sezon   | Liczba uczestników                                                                       | Turniej finałowy                                                                         | 1. miejsce                                                                               | 2. miejsce                                                                               | 3. miejsce                                                                               |
| ------- | ---------------------------------------------------------------------------------------- | ---------------------------------------------------------------------------------------- | ---------------------------------------------------------------------------------------- | ---------------------------------------------------------------------------------------- | ---------------------------------------------------------------------------------------- |
| 1991/92 | 20                                                                                       | Villach                                                                                  | HC Devils Milano                                                                         | HC Bolzano                                                                               | EC VSV                                                                                   |
| 1992/93 | 16                                                                                       | Villach                                                                                  | HC Alleghe                                                                               | HC Bolzano                                                                               | EC VSV                                                                                   |
| 1993/94 | 15                                                                                       | –                                                                                        | HC Bolzano                                                                               | AC Milan                                                                                 | EC Graz                                                                                  |
| 1994/95 | Zamiast rozgrywek Ligi Alpejskiej zorganizowano turniej od nazwą Six Nations Tournament. | Zamiast rozgrywek Ligi Alpejskiej zorganizowano turniej od nazwą Six Nations Tournament. | Zamiast rozgrywek Ligi Alpejskiej zorganizowano turniej od nazwą Six Nations Tournament. | Zamiast rozgrywek Ligi Alpejskiej zorganizowano turniej od nazwą Six Nations Tournament. | Zamiast rozgrywek Ligi Alpejskiej zorganizowano turniej od nazwą Six Nations Tournament. |
| 1995/96 | 17                                                                                       | Klagenfurt                                                                               | VEU Feldkirch                                                                            | CE Wien                                                                                  | HK Olimpija Lublana                                                                      |
| 1996/97 | 11                                                                                       | –                                                                                        | VEU Feldkirch                                                                            | HK Olimpija Lublana                                                                      | –                                                                                        |
| 1997/98 | 9                                                                                        | –                                                                                        | VEU Feldkirch                                                                            | EC KAC                                                                                   | –                                                                                        |
| 1998/99 | 16                                                                                       | Feldkirch, Bolzano                                                                       | VEU Feldkirch                                                                            | HC Bolzano                                                                               | EC Graz                                                                                  |